# میلوش مالیوویچ
میلوش مالیوویچ (انگلیسی: Miloš Malivojević؛ زادهٔ ۲۹ مهٔ ۱۹۹۳) بازیکن فوتبال اهل ایتالیا است.
از باشگاه‌هایی که در آن بازی کرده‌است می‌توان به باشگاه فوتبال ویچنزا و باشگاه فوتبال پارما اشاره کرد.